# Aleksander J. Szkuta
Aleksander J. Szkuta (ur. 27 lutego 1924 w Zamościu, zm. 16 lutego 2008 w Londynie) – polski historyk emigracyjny, badacz dziejów najnowszych.

## Życiorys
W okresie II wojny światowej członek ZWZ; deportowany do ZSRR, następnie żołnierz Armii Andersa, uczestnik walk we Włoszech. Po 1945 roku pozostał na emigracji. Absolwent historii Polskiego Uniwersytetu na Obczyźnie (mgr 1959 – Polityka brytyjska wobec spawy polskiej podczas I wojny światowej (1914–1918). Wykładowca historii na Polskim Uniwersytecie na Obczyźnie. W latach 1987–2005 był prezesem Polskiego Towarzystwa Historycznego w Wielkiej Brytanii. Współpracował z pismem „Teki Historyczne” (redaktor ostatniego rocznika pisma w 2004).

## Wybrane publikacje
- Kierownictwo obozu niepodległościowego na obczyźnie, 1945-1990, praca zbiorowa, red. Aleksander Szkuta, Londyn: Polskie Towarzystwo Naukowe na Obczyźnie 1996.
- Wysiłek zbrojny w II wojnie światowej, pod red. Stanisława Biegańskiego i Aleksandra Szkuty, Londyn: Polskie Towarzystwo Naukowe na Obczyźnie 1988.

## Odznaczenia
- Krzyż Oficerski Orderu Odrodzenia Polski (11 listopada 1990)[1]
- Krzyż Kawalerski Orderu Odrodzenia Polski (11 listopada 1985, za całokształt pracy niepodległościowej i społecznej w Instytucie Polskim i Muzeum gen. Sikorskiego)[2]